# Аероп I
Aeроп I (јез-гр'Αεροπος) је био македонски краљ који је владао у 6. веку пре нове ере.
Аеропу је био син краља Филипа I . Јустин извештава да је Аероп наследио краљевство у детињству.
На почетку Аеропове владавине, Трачани и Илири су пустошили Македонију и остварили низ успешних победа над Македонцима. На крају, очајавајући због своје неспособности да остваре победу над својим непријатељима, и верујући да могу победити само ако се боре у присуству свог краља, војска је са собом у битку однела малог Аеропа. Његово присуство је појачало отпор војника и они су натерали Трачане и Илире да побегну, да би се на крају потпуно повукли из Македоније.
Према Плутарху, Аероп је у своје слободно време конструисао столове и лампе.
Према Јевсевију Кесаријском, Аероп је владао 36 година.